# Ponzo-Täuschung

Ponzo-Täuschung: Beide Querbalken sind gleich lang.

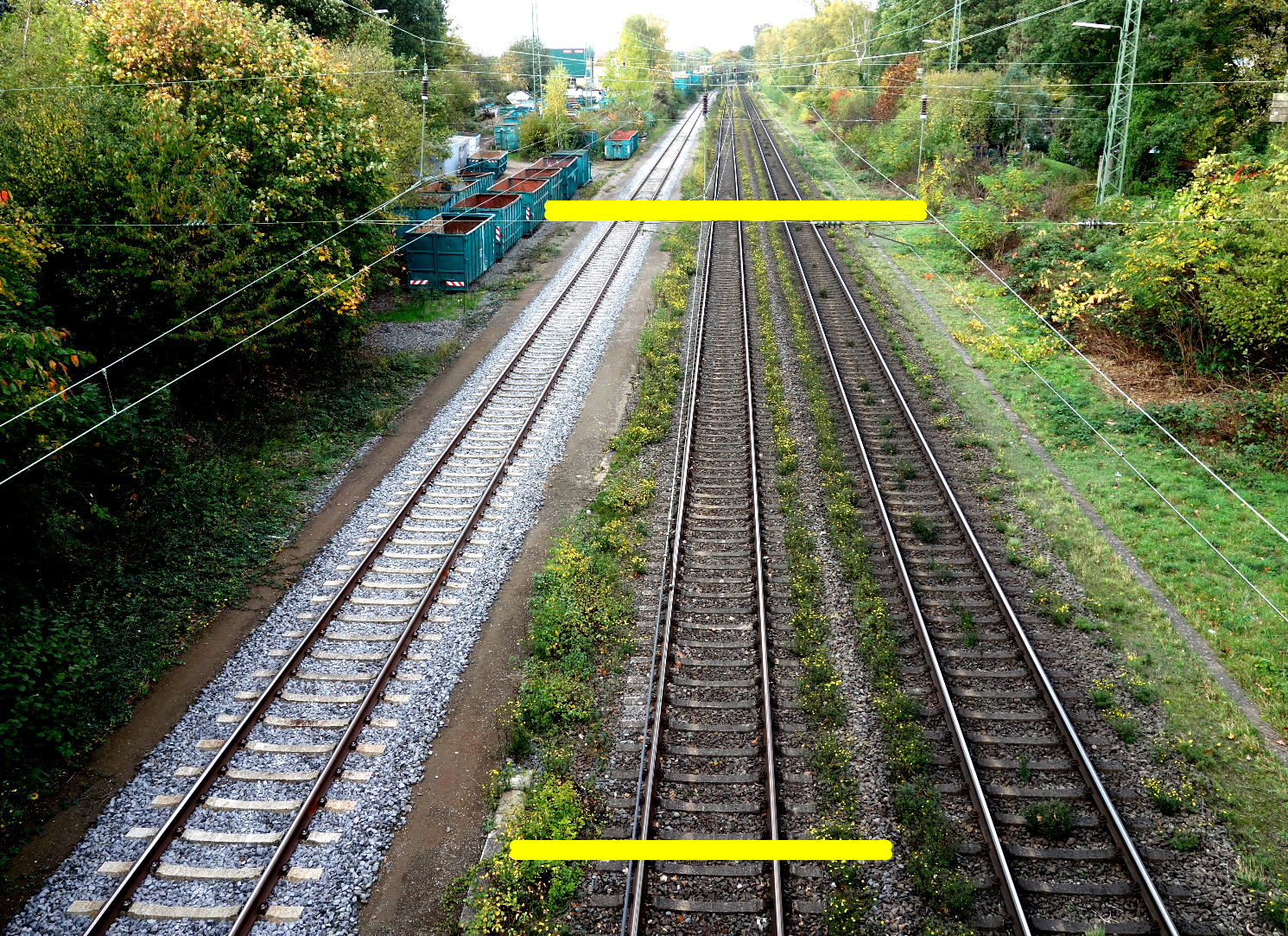
Ponzo-Täuschung im Alltag: Die gelben Balken sind gleich lang.

Die Ponzo-Täuschung oder Ponzo-Illusion ist eine geometrisch-optische Täuschung, benannt nach dem italienischen Psychologen Mario Ponzo, der sie 1928 entdeckte. In der Abbildung erscheint der obere Querbalken länger als der untere, obwohl beide gleich lang sind.
Im Alltag werden Objekte mit zunehmender Entfernung kleiner wahrgenommen. Wenn ein entferntes Objekt A auf der Netzhaut ein Bild erzeugt, welches dieselbe Größe wie ein nahes Objekt B hat, so wird das Objekt A größer wahrgenommen, was im Emmertschen Gesetz mit Formelunterstützung beschrieben wird.
Einen anderen Erklärungsversuch für das Zustandekommen der Ponzo-Täuschung liefert die so genannte Kontrasttheorie ohne mathematische Hilfsmittel. Der untere Querbalken liegt innerhalb des nach oben zulaufenden Paares von Geraden, während der obere Querbalken dieses sogar deutlich überragt. Deshalb wird der untere Balken gegenüber dem oberen verkleinert wahrgenommen.
Wie stark ein Mensch die Ponzo-Täuschung empfindet, hängt davon ab, in welcher Umwelt er aufgewachsen ist, wie Untersuchungen gezeigt haben. Da beispielsweise in afrikanischen Landschaften geometrisch exakte Linien und rechte Winkel seltener vorkommen als in städtisch besiedelten Gebieten, ist ein Großteil der Einwohner Afrikas für die Ponzo-Täuschung weniger anfällig.